# آفرینش انسان از گل
آفرینش انسان از گل مضمونی است که در میان ادیان و اسطوره شناسی‌های مختلف جهان تکرار می‌شود.

شکل دهی به یک مرد از گل

## روایات ادیان و فرهنگ‌های مختلف
ادیان بسیاری پیش از ظهور اسلام و همچنین پس از آن، حامل روایت آفرینش انسان از گل هستند. نخستین‌ترین نمونه‌ها، ادیان پیش از ادیان ابراهیمی هستند، به نام ادیان باستانی میان رودان، که سرمنشأی برای ادیان ابراهیمی شدند.

### اکدی‌ها(آشوری-بابلی‌ها)
"آرورو [یا نینماه یا نینتو یا بلت ایلی یا مامی که القابی هستند برای الهه ی زمین و باروری سومری‌ها به نام نینهورساگ]- او الههٔ مادر است و مسئولیت آفرینش بشر به کمک انلیل یا انکی را داشت. او همچنین الههٔ رحم، و قابلهٔ خدایان نامیده می‌شد. به توصیهٔ اآ [که همان انکی، یکی از خدایان سومری است، که بعدها در تمدن‌های اکدی و بابل باستان اآ نام گرفت]، او [یعنی آرورو] بر اساس دستورش [یعنی دستور اآ] عمل کرد و گل را با خون خدا گشتو ترکیب کرد، تا به هفت مرد و هفت زن شکل دهد و متولدشان کند. این مردم کاربار ایگیگی، را به دوش می‌کشیدند. او همچنین به فرمان آنو، به مخلوق گیلگمش اضافه کرد، انکیدو را به شکل آنو درآورد و …"

### کنعان-اوگاریتی‌ها
«(گیبسون، صفحه ۶۸) اعتقاد بر این است که مردان از گل ساخته شده‌اند.»

### اسلام
«و ما انسان را از عصاره‌ای از گِل آفریدیم سپس او را نطفه‌ای در قرارگاه مطمئن [ رحم ] قرار دادیم سپس نطفه را به‌صورت علقه [ خون بسته ]، و علقه را به‌صورت مضغه [ چیزی شبیه گوشت جویده شده ]، و مضغه را به‌صورت استخوانهایی درآوردیم و بر استخوانها گوشت پوشاندیم سپس آن را آفرینش تازه‌ای دادیم پس بزرگ است خدایی که بهترین آفرینندگان است سپس شما بعد از آن میمیرید» (سوره مومنون، آیات ۱۲ تا ۱۵، ترجمه آیت الله مکارم شیرازی)

### مصری‌های باستان
خنوم، خدای قوچ-سر الفانتین، [آن] کوزه‌گر، مرد [یا انسان] را روی چرخ [کوزه‌گری اش]، با استفاده از گل به عنوان مادهٔ اصلی در سرزمینش شکل داد.

### آفریقایی‌ها
«شیلّوکی که در سودان در کنار نیل زندگی می‌کند، می‌گوید جوک، مرد را از گل آفرید. او به شمال سفر کرد و مقادیری گل سفید یافت، که او از آن اروپایی‌ها را شکل داد. عرب‌ها از گل قهوه‌ای-قرمز مانند و آفریقایی‌ها از زمین سیاه ساخته شده‌اند.»
«پانکوه از کامرون می‌گوید، خدا اول مارمولکی از گل آفرید، که آن را در برکه [یا حوضچه یا مقدار کمی آب] قرار داد تا آب بگیرد [یا خیس شود]. برای هفت روز آن را در آن جا گذاشت، و آن گاه ندا سر داد 'مرد، بیا بیرون'، و به جای مارمولک مردی شکل گرفت.»

### یونانیان باستان
پرومته مردان را از گل و لای شکل داد، و آتنا زندگی را به هیبت گلی اش دمید.

## ادعای مطابقت با علم روز
هارون یحیی، از فرضیهٔ علمی اخیر، در مورد ذرات گل به عنوان کاتالیست‌های نازیست‌زایی یا ابیوجنسیس، به عنوان مدرکی برای تصدیق صحت دیرینهٔ قرآن استفاده کرده‌است. قول‌ها ترجمه شده و آیات انگلیسی با نسخه ترجمه فارسی الهی قمشه‌ای جایگزین شده:
در قرآن الله نشان می‌دهد که آفرینش انسان یک معجزه است. الله اولین موجود انسان را، با شکل دادن گل به شکل انسان خلق کرد و در آن روحی دمید:
(یاد کن) هنگامی که خدایت به فرشتگان گفت که من بشری از گل خواهم آفرید. پس آن گاه که او را به خلقت کامل بیاراستم و از روح خود در او بدمیدم بر او به سجده درافتید. (ص، ۷۱ و ۷۲، الهی قمشه‌ای)
از این منکران قیامت بپرس که آیا خلقت آنها سخت‌تر است یا موجودات (با عظمت) دیگر که ما خلق کرده‌ایم؟ و ما اینان را در اول از گل چسبنده بیافریدیم. (صافات، ۱۱، الهی قمشه‌ای)
امروزه وقتی بدن انسان بررسی می‌شود، می‌یابیم که، عناصر بسیاری که در زمین موجود هستند، همچنین در بدن پیدا می‌شوند. بافت زندهٔ انسان شامل ۹۵٪ کربن، هیدروژن، اکسیژن، نیتروژن، فسفر، و سولفور، با مجموعی از ۲۶ عنصر مختلف است. در آیه‌ای دیگر از قرآن به ما گفته می‌شود:
و همانا ما آدمی را از گل خالص آفریدیم. (مومنون، ۱۲، الهی قمشه‌ای)
کلمهٔ عربی «سُلالَةٍ» (sulala)، ترجمه شده به عنوان جوهره [یا extract در متن اصلی] در آیه، به معنای نمونهٔ نشانگر [یا representative example در متن اصلی]، جوهر [یا essence متن اصلی] است. همان‌طور که دیدیم اطلاعاتی که ۱۴۰۰ سال پیش در قرآن فاش شده است، آنچه که علم مدرن به ما می‌گوید را تأیید می‌کند-این حقیقت که همان عناصری که در خاک پیدا شده‌اند در خلقت انسان به کار گرفته شده‌اند.